# Darkeinu
Darkeinu (Hebreeuws voor onze weg, in het Nederlands uitgesproken als darkeenoe) is een lied waarvan de tekst geschreven is door Yankale Rotblit en de muziek door Yizhar Ashdot. Oorspronkelijk geschreven in de jaren 70 van de twintigste eeuw, is het tientallen jaren later weer in de belangstelling gekomen, onder meer doordat er in 2002 een cirkelvormige dans op geschreven is door Gadi Bitton.
Het lied gaat over mensen die een moeilijke tijd kennen, waarbij de zanger(es) de ander een hart onder de riem steekt. Hoewel de weg niet eenvoudig is, en nog lang, breken er betere tijden aan. Als de hectiek van de nieuwe dag weer aanbreekt, zal de ander niet alleen zijn, want de zanger(es) is er ook.
Het refrein van het lied luidt:
Lo kala hi lo kala darkeenoe (Onze weg is niet makkelijk)
W'eenajich lif'amim ko noegot (en jouw ogen staan af en toe zo triest)
Od sadot porchim jesj lefaneenoe (wij hebben meer bloeiende velden voor ons)
Od harim g'vohim (nog meer hoge bergen)
W'tsonenee ps'agot (en koele toppen)
Het lied eindigt met:
Lo telchi levadech (jij (vr.) zult niet alleen lopen)
Ani ehjeh sjam itach (ik zal daar bij jou (vr.) zijn)
Darkeinu is ook de naam van een dansgroep.